# Свинколо Аутострадале Суд (Асти)
Свинколо Аутострадале Суд је насеље у Италији у округу Асти, региону Пијемонт.
Према процени из 2011. у насељу је живело 5 становника. Насеље се налази на надморској висини од 254 м.